# Aart Staartjes

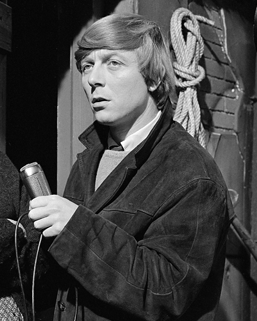
Staartjes in Hadimassa, 1967

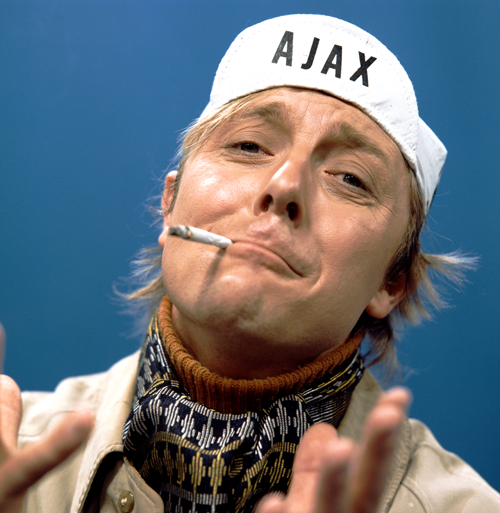
Staartjes in de door hem bedachte Stratemakeropzeeshow (1973)

Aart Staartjes (Amsterdam, 1 maart 1938 – Groningen, 12 januari 2020) was een Nederlandse acteur, regisseur, presentator, documentairemaker en schrijver.

## Biografie
Staartjes werd geboren in Nieuwendam, een dorp dat sinds 1921 deel uit maakt van de gemeente Amsterdam. Hij had een oudere broer en een jongere zus. Zijn vader was timmerman en aannemer.
Vanwege de oorlog ging Staartjes pas vanaf zijn achtste naar school. Eric Herfst was toen een vriend van hem. Staartjes' carrière begon in 1957, toen hij samen met Herfst en een andere vriend Ben Rowold een pantomimegezelschap vormde, genaamd Pantalone. Nadat hij de mulo had afgerond, ging hij naar de kweekschool voor onderwijzers, maar hij stapte al snel over naar de toneelschool in Amsterdam. Al tijdens zijn studie was hij in verschillende stukken op de televisie te zien. Na zijn eindexamen in 1961 speelde hij bij diverse toneelgezelschappen, zoals het Nieuw Rotterdams Toneel. Daar speelde hij in het seizoen 1968/1969 samen met Martine Crefcour en Carol van Herwijnen in Een opgemaakt bed, een toneelstuk van Dimitri Frenkel Frank.
Staartjes trouwde tweemaal. Uit zijn eerste huwelijk, dat na vijfentwintig jaar strandde, had hij drie kinderen. Hans Dorrestijn koppelde hem vervolgens aan zijn eigen ex-vrouw Hanna. Dorrestijn was getuige op hun huwelijk. Van 2012 tot aan zijn overlijden woonde Staartjes in Dronrijp.

### Overlijden
Staartjes kreeg op 10 januari 2020 met zijn brommobiel een zwaar auto-ongeluk in Leeuwarden. Hij overleed twee dagen later op 81-jarige leeftijd in het Universitair Medisch Centrum Groningen. Hij liet zijn vrouw, drie kinderen en zijn stiefzoon achter. Op 17 januari 2020 werd hij in besloten kring begraven in Dronrijp.

## Carrière

### Woord voor woord
In 1967 begon Staartjes Woord voor woord, een serie Bijbelvertellingen voor de jeugd, bij de IKOR, de latere Interkerkelijke Omroep Nederland (IKON).

### Kinderprogramma's

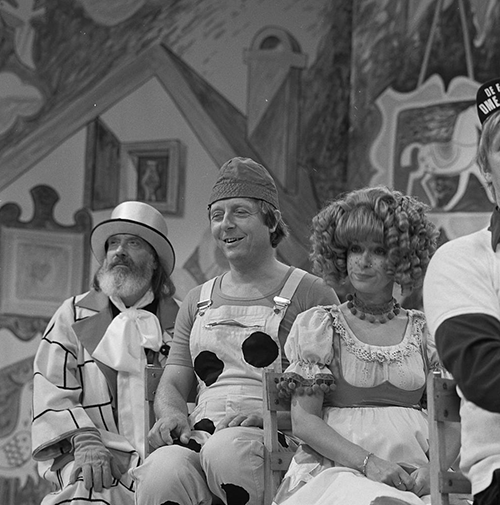
Aart Staartjes (midden) in De film van Ome Willem (1981).

Het bekendst werd Staartjes als bedenker en samensteller van een aantal in Nederland baanbrekende kinderseries. In 1972 bedacht hij voor de VARA De Stratemakeropzeeshow. Thema van dit kinderprogramma was het doorbreken van een aantal taboes. Zo schreef Hans Dorrestijn het legendarische Poep en pies menuet. Er zou geen televisie worden gemaakt voor kinderen vanuit het gezichtspunt van volwassenen, maar kindertelevisie vanuit het gezichtspunt van het kind. Staartjes bracht een schrijverscollectief bijeen, met onder anderen Willem Wilmink, Hans Dorrestijn, Jan Riem en Karel Eykman, die teksten schreven die door Staartjes, Wieteke van Dort en Joost Prinsen werden uitgevoerd op muziek van Harry Bannink. Het tv-programma liep van 3 oktober 1972 tot 26 december 1974.
In januari 1974 bedacht hij een tv-programma voor de allerkleinsten, De film van Ome Willem met Edwin Rutten in de hoofdrol. De serie werd een groot succes en eindigde pas op 14 mei 1989. De Stratenmakeropzeeshow kreeg een vervolg met J.J. De Bom voorheen De Kindervriend dat van start ging op 3 april 1979 en Staartjes weer verenigde met het schrijverscollectief en Joost Prinsen en Wieteke van Dort. Hoewel minder taboedoorbrekend dan De Stratenmakeropzeeshow, was ook J.J. de Bom een groot succes. Op 28 mei 1981 haalde de VARA het programma uit bezuinigingsoverwegingen van het scherm.
Nadat hij 1981 verantwoordelijk werd voor Sesamstraat zou Aart Staartjes nog een tv-programma voor pubers maken onder de titel Geef je ouders maar de schuld. De VPRO zond het in het seizoen 1985-1986 uit. Op 3 januari 1988 ten slotte ging Het Klokhuis van start.

### Sesamstraat
Sinds 1984, na het verdwijnen van Piet Hendriks uit Sesamstraat, speelde Staartjes in het kinderprogramma mee als Meneer Aart. Hij was daar een lichtelijk norse figuur, die vaak zei dat het vroeger veel beter was, die slecht tegen verlies kan en die veel te mopperen heeft, vooral op de dieren Tommie (door hem 'Tom' genoemd), Ieniemienie, Purk en Pino ('Pienjo'). Hij ging gekleed in een kostuum met een koninklijk lintje. Meneer Aart werd halverwege de jaren tachtig aan Sesamstraat toegevoegd omdat critici de serie te idyllisch en zoetsappig vonden ("een paradijs zonder slang"). Door de jaren heen werd hij duidelijk wat milder en minder de antagonist. Na het overlijden van Lex Goudsmit nam hij diens rol als opa van Sesamstraat zo'n beetje over. Meneer Aart was een van de weinigen in Sesamstraat die niet zichzelf maar een typetje speelde.
Op 10 april 2009 maakte Staartjes bekend in zijn laatste seizoen in Sesamstraat te spelen. Meningsverschillen over de aanvangstijd van het programma maakten dat het van Staartjes "niet meer hoeft", zo zei hij tijdens een interview bij De Wereld Draait Door. Door een verschuiving naar een vroeger tijdstip van uitzending was het aantal kijkers namelijk flink gedaald. Op 22 april 2009 werden bijna 180.000 steunbetuigingen overhandigd aan televisiedirecteur Gerard Timmer van de NPO om het tijdstip van uitzending te verlaten naar half zeven. Staartjes continueerde daarop zijn medewerking aan Sesamstraat.

### Waltz
Door zijn Meneer Aart-imago werd Staartjes weinig voor andere rollen gevraagd. In 2006 was hij te zien in de hoofdrol van circusdirecteur Willy Waltz in de serie Waltz. In latere jaren wilde hij heel erg graag de rol van Hendrik Groen spelen, maar hij werd gepasseerd. In de media bekritiseerde hij die keuze.

### Intocht van Sinterklaas
Staartjes heeft jarenlang voor de nationale televisie Sinterklaas in Nederland verwelkomd. In 1982 deed hij dit voor het eerst, in 1983 nam hij ook de presentatie voor zijn rekening. In 1984 deed Edwin Rutten het. Vanaf 1985 deed Staartjes het weer en dan elk jaar trouw tot 2001. In de begintijd rommelde het nogal achter de schermen. Zo waren er problemen tussen Staartjes, de toenmalige hoofdpiet Piet Römer en de toenmalige Sinterklaas Adrie van Oorschot. Onder invloed van Staartjes werden veranderingen doorgevoerd. De grootste was in 1986, toen Bram van der Vlugt – een oud-klasgenoot van Staartjes bij de toneelschool – de nieuwe Sinterklaas werd, tot groot verdriet van Van Oorschot. Het tv-commentaar van Staartjes was een groot succes. Pas in 2001 stopte hij, omdat hij met pensioen ging. Zijn commentaar heeft zelfs geleid tot de oprichting van de Aart Staartjes-fanclub: op ludieke wijze werd Staartjes tijdens de intochten getrakteerd op spandoeken en gebak.

### Reclame
In 2017 speelde hij mee in een reclamespot voor Eneco. Staartjes is dan bijna 79 jaar. In 1974 maakte hij reclame voor het Nederlands Zuivelbureau.

### Laatste keer op televisie
In september 2019 was hij voor het laatst op televisie: in Sterren op het Doek koos hij een van de drie portretten waarop hij is vastgelegd uit.
Ook nam Staartjes één week voor zijn overlijden samen met Bert Plagman in Haarlem een pilot van een nieuwe poppenserie De Truffels op, die bedacht was door Harm Lust, die stelde dat er gewerkt werd met "poppen die niet op Muppets lijken".

## Regisseur
- Oorlogswinter (1975)

## Filmografie (selectie)
- Woord voor woord (1967) - bijbelvertellingen
- Ibiza zon en zonde (1969) - Armand Laqueue
- De Fabeltjeskrant (1969-1972) - Rocus de Vrije Vogel
- Pippi Langkous (1971) - Stem van agent Klang, vader van Tommy en Anika, Messen-Jochem de zeerover
- De Stratemakeropzeeshow (1972-1974) - de stratenmaker
- De film van Ome Willem (1974-1986) - Toon regisseur en gastspeler t/m 1989)
- De Reddertjes (1977) - Bernard
- Pinkeltje (1978) - Pinkeltje
- J.J. De Bom voorheen De Kindervriend (1979-1981) -  Hein Gatje
- De droom van Sinterklaas (1983) - regisseur en acteur
- Landelijke intocht van Sinterklaas (1982-1983, 1985-2001) - Presentator
- Sesamstraat (1984-2018) - Meneer Aart
- Het Klokhuis (1988-2001) - Fetze Alsvanouds
- Het Sinterklaasjournaal (2001) - Presentator
- Mevrouw de Minister (2002)
- Dip & Dap (2005) - verteller
- Waltz (2006) - Willy Waltz
- Radeloos (2008) - Eduard Van Ravenstijn
- Zingen in het donker (2009)
- Rembrandt en ik (2011) - Jan Lievens
- Rembrandt en ik (2011) -  Harmen van Rijn
- Dokter Tinus (2012)
- Het bombardement (2012) - stem van oude Vincent de Graaf
- Nooit te oud (2013) - Marius Koolman
- The Nut Job (2014) - Wasbeer
- Als de dijken breken (2016) - David Stein
- Spaak (2017) - Dieter
- Bloody Marie (2019) - Buurman

## Boeken
- Aarts vader, 2005, Thomas Rap, ISBN 906005573X
- Had ik maar een vak geleerd, 2006, De Bezige Bij, ISBN 9060056248
- Hannes, 2009, ISBN 9789047508120
- Grote Hannes is al zeven, 2012, ISBN 9789089670793

## Platen
- 1971 - Vier bekende sprookjes verteld door Aart Staartjes: Roodkapje, Sneeuwwitje, De wolf en de zeven geitjes, Klein Duimpje (12"-lp), Philips, 6440 035
- 1972 - Woord voor woord (12"-lp), Imperial, 5C 052 24727
- 1973 - Peter en de wolf (12"-lp), Discofoon, 167 795
- 1981 - Stille Nacht (12"-lp), Kinderland, 5033VD (met onder andere "4 kerstverhalen verteld door Aart Staartjes": De gestolen kerstboom, De kerstcontroleur, De kerststal van Knötelö, Het kerstpakket, alle geschreven door Rogier Troyaan)

### Over Staartjes
Zangeres Lenny Kuhr zingt in haar lied Visite (1980): "Dik Trom gooide taartjes, vooral naar Aart Staartjes".